# Josephin Tischner
Josephin „Josi“ Tischner ist eine deutsche Politikwissenschaftlerin und Jugendverbandsfunktionärin. Von 2013 bis 2017 war sie Bundesvorsitzende der Sozialistischen Jugend Deutschlands – Die Falken (SJD – Die Falken).

## Werdegang
Tischner kommt aus dem Landesverband Berlin der Falken und war dort unter anderem Landesvorsitzende. 2013 wurde sie gemeinsam mit Immanuel Benz als erste Frau zur Bundesvorsitzenden der Falken gewählt. 2017 wurden Tischner und Benz durch Jana Herrmann und Alma Kleen als Bundesvorsitzende abgelöst. Innerhalb der Falken sah Tischner ihre Rolle als „Bildungsarbeiterin mit dem Schwerpunkt antisexistische und antirassistische Pädagogik“.
Josephin Tischner war Vorstandsmitglied der SPD-linken Strömung Forum Demokratische Linke 21. Sie ist Vorständin des Sozialistischen Bildungszentrums Haard e. V., der Trägerverein des Oer-Erkenschwicker „Sozialistischen Bildungszentrums – Salvador-Allende-Haus“ ist, und ist Mitglied der SPD und der ver.di.
Tischner studierte Politikwissenschaft. Sie arbeitete einige Monate bei der Ejército Zapatista de Liberación Nacional in Mexiko als Menschenrechtsbeobachterin. Später arbeitete Tischner als Referentin beim DGB-Bildungswerk und ab 2020 als Persönliche Referentin der Berliner Senatorin für Gesundheit, Pflege und Gleichstellung.

## Politische Positionen
Die später als verfassungswidrig festgestellte Errichtung von Gefahrengebieten in Hamburg im Januar 2014 kritisierte Tischner als „Einschränkung von Bürger/-innen- und Freiheitsrechten“. Auf dem SPD-Bundesparteitag 2015 forderte Tischner, dass die Bundesrepublik Deutschland Griechenland Reparationen wegen nicht beglichener Zwangsanleihen aus dem Zweiten Weltkrieg zahlen müsse.

## Publikationen
- mit Ulf Teichmann und Kai Venohr: Rechtspopulismus als Herausforderung für die gewerkschaftliche Bildungsarbeit. In: Björn Allmendinger, Joachim Fährmann, Klaudia Tietze (Hrsg.): Von Biedermännern und Brandstiftern: Rechtspopulismus in Betrieb und Gesellschaft (= Hustedter Beiträge zur politischen Bildung. Band 6). VSA-Verlag, Hamburg 2017, ISBN 978-3-89965-772-2, S. 164–173.
- mit Immanuel Benz: Mehr als Erinnern. In: Vorwärts. 13. April 2015.